# Scalopodon
Scalopodon tenuisfrons
Genre
Espèce
Scalopodon est un genre éteint de thérapsides thérocéphales ayant vécu durant la fin du Permien dans ce qui est actuellement la Russie européenne. L'unique espèce connue est Scalopodon tenuisfrons décrit officiellement en 1999 par le paléontologue Leonid Petrovitch Tatarinov à partir de fossiles découverts dans le district de Kotelnichsky (en), situé dans l'oblast de Kirov.

## Description
Scalopodon est connu à partir d'un seul spécimen holotype fragmentaire comprenant l'arrière du crâne, le côté gauche de la mâchoire inférieure et des os postorbitaires et préfrontaux isolés. Le crâne a été trouvé dans la zone d'assemblage de Deltavjatia, qui remonte au début du stade Wuchiapingien, il y a environ 260 millions d'années. Les traits distinctifs de Scalopodon incluent des os frontaux étroits et une crête sagittale distinctive le long de la région pariétale à l'arrière du crâne.

## Classification
Scalopodon a été initialement classé dans la famille des Scaloposauridae et a été le premier représentant du groupe trouvé en Russie (les scaloposauridés sont également connus d'Afrique australe et de l'Antarctique). Des études plus récentes sur les thérocéphales ont révélé que les scaloposauridés comme Scalopodon étaient des formes juvéniles de thérocéphales plus grands et ne considèrent pas les Scaloposauridae comme un taxon valide. Scalopodon et la plupart des autres scaloposauridés sont maintenant classés comme membres basaux des Baurioidea.

## Synonyme?
Paleobiology Database, en 2022, a noté que Scalopodon est un synonyme de Karenites, mais sans préciser d'écrit en référence.